# 岡まゆみ
岡 まゆみ（おか - 、本名：五十嵐 まゆみ（いがらし - ）、1956年3月7日 - ）は、日本の女優、声優、歌手。本名でも活動していた。女子美術短大中退。所属事務所はぷろだくしょん「道」→劇団四季→ラヴァンス→ホリプロ・ブッキング・エージェンシー。身長158cm。B80cm、W57cm、H83cm（1976年7月）。独身。

## 略歴・人物
石川県金沢市兼六元町出身。新宿区立戸山中学校卒業。女子美術大学付属高校卒業。1974年、女子美術短期大学造形科絵画専攻へ進む。同時に劇団四季付属俳優研究所入団。大学は同年7月、研究所は12月で中退。
1974年1月、フジテレビのドラマ『春ひらく』を見学した際、岡田太郎ディレクターの目に留まりスカウトされる。芸名は岡田太郎・吉永小百合夫妻から付けてもらった。1975年、フジテレビ『歌だ!飛び出せ2万キロ』のリポーターや、同局『クイズグランプリ』のアシスタントでテレビに登場。
1976年、TBSポーラテレビ小説『絹の家』で岡まゆみの名で主演デビュー。放送時間帯がNHK連続テレビ小説『雲のじゅうたん』のお昼の再放送とかち合ったが、岡の可憐さに人気が集まり平均視聴率19％を獲得、『雲のじゅうたん』に5％差を付けた。主役に抜擢してくれたTBSに恩義を感じ、各局からオファーが殺到したが、以降もTBSを中心にテレビ出演した。以後、大映テレビ制作ドラマに常連出演する。クイズ番組にも出演したため、顔が知られはじめる。
1978年から1984年にかけ、『まんがはじめて物語』で病気治療のために降板したうつみ宮土理からお姉さん役を引き継いで最終回まで出演。
1983年、劇団四季に再入団し、本名の五十嵐まゆみで活動する。
1989年、劇団四季を退団し、芸名を岡まゆみに戻し現在に至る。ドラマのほか、舞台の主演も少なくない。
2014年からは、自身プロデュースによるオリジナルジュエリーブランド Ondine　[オンディーヌ] を立ち上げ商品の販売を開始している。女優になるきっかけとなった舞台名から「オンディーヌ」と名付けた。
近年は洋画の吹き替えなど、声優としての活動も多い。
年齢が近く同じころにデビューし、ポーラテレビ小説にて主演した共通点がある岡江久美子とは45年近くの親交があった。
家族構成は、父・母・姉がおり、父は、岡が20歳の時に53歳という若さで亡くなり、岡の初主演作である「絹の家」の最終回と同じ日が父の告別式であったと語っており、姉は結婚して孫もおり、現在、岡自身は母と2人暮らしである。

## 出演

### テレビドラマ
- ポーラテレビ小説『絹の家』（1976年、TBS）主演 - デビュー作
- 遠山の金さん 杉良太郎版 第1シリーズ 第75話「はるかな江戸の便り」（1976年、NET/東映） - おせつ
- 夜明けの刑事 第99話「命を賭けた結婚式」（1976年、TBS）
- 江戸を斬るIII 第23話「男の約束」（1977年、TBS）
- 新・必殺仕置人 第15話「密告無用」（1977年、朝日放送） - おくめ
- すぐやる一家青春記（1977年、TBS）
- 達磨大助事件帳（1977年、テレビ朝日） - 雪絵
- 悪妻行進曲（1977年） ‐ 荒川ミネ子
- 赤いシリーズ（TBS）
  - 赤い衝撃（1976年 - 1977年） - 車椅子のバスケット選手
  - 赤い絆（1977年 - 1978年） - 吉川真砂子
  - 赤い嵐（1979年 - 1980年） - 長沢宏美
- あしたの家族（1977年 - 1978年、中部日本放送）
- ナショナル劇場『水戸黄門』（TBS）
  - 第8部 第18話「黄門さまの土蔵破り -堺-」（1977年11月14日） - おきち
  - 第28部 第12話「女三人崖っぷち勝負! -鳴海-」（2000年5月29日） - おとき
  - 第30部 第10話「女サギ師は子猫好き -酒田-」（2002年3月11日） - おさい
  - 第36部 第3話「手抜き普請の悪退治 -善光寺-」（2006年8月7日） - おつる
- 木曜座
  - 華やかな孤独（1978年、TBS）
  - 誰かが私を愛してる（1983年、毎日放送）
- やあ!カモメ（1978年、TBS）
- アヒル大合唱（1978年、TBS）
- 薔薇海峡（1978年、TBS） - 結城孝子
- 大河ドラマ（NHK総合）
  - 草燃える（1979年） - 瑠璃葉
  - おんな太閤記（1981年） - たま
- 重役秘書（1979年、読売テレビ・日本テレビ）
- 三男三女婿一匹III（1979年 - 1980年、TBS） - 井川夏子
- 帰らざる旅路（1979年、日本テレビ） - 山村亜由美
- 銭形平次 第693話「妹のいのち」（1979年、フジテレビ） - お香
- 父親（1980年、中部日本放送）
- 御宿かわせみ 第23話「花冷え」（1981年、NHK総合）
- 愛の滑走路'81（1981年、TBS）
- 秘密のデカちゃん（1981年、TBS） - 大川奈々子
- 太陽にほえろ! （1982年、日本テレビ） - 白石良子
  - 第491話「ドックのうわごと」
  - 第536話「死因」
- 松平右近事件帳 第25話「人情破れ傘」（1982年、日本テレビ） - おるい
- ひまわりの歌 第19話（1982年、TBS）
- 影の軍団III（1982年、関西テレビ） - 由布
- Gメンシリーズ（TBS）
  - Gメン'75 第355話「サヨナラGメン'75 また逢う日まで」（1982年） - 田宮リサ
  - Gメン'82 第1話「GメンVS白バイ強盗団」（1982年） - 加納亜紀
- ザ・サスペンス「松本清張の内海の輪」（1982年、TBS） - 中根佐世子
- 時代劇スペシャル「刺客街道」（1982年、フジテレビ） - 喜久
- 女7人あつまれば（1982年、TBS）
- 眠狂四郎円月殺法 第8話「闇に光る女吹き針無想剣-沼津の巻-」（1983年、テレビ東京） - 倉本千左
- 婦警さんは魔女（1983年、TBS） - 内藤菊江
- 高校聖夫婦（1983年、TBS） - 上条由美
- 月曜ドラマランド（フジテレビ）
  - ぐうたらママ（1983年）
  - 意地悪ばあさんスペシャル（1987年）
- オレの妹急上昇（1987年11月 - 1988年1月、フジテレビ） - 杉浦良江
- 優しい関係（1990年1月 - 4月、中部日本放送） - 主演・直子
- いのち草（1990年10月 - 1991年3月、読売テレビ） - 主演
- 暴れん坊将軍シリーズ（テレビ朝日）
  - 暴れん坊将軍III 第83話「死んだ男を待つ女!」（1989年） - お蝶
  - 暴れん坊将軍IV 第70話「鉄火芸者に花一輪」（1992年） - 小太郎
  - 暴れん坊将軍VI 第17話「母恋い人形、やじろべえ」（1995年） - おりつ
- 松本清張作家活動40年記念・砂の器（1991年、テレビ朝日） - 成瀬リエ子
- ララバイ刑事'93（1991年 ‐ 1992年、テレビ朝日） - 小泉昌子
- グッバイビジネス（1992年、テレビ朝日）
- 月曜ドラマスペシャル→月曜ミステリー劇場→月曜ゴールデン（TBS）
  - 十津川警部シリーズ1「札幌駅殺人事件」（1992年4月13日） - 木元和子
  - 下町の熱血弁護士（1993年2月22日）
  - 名探偵キャサリン2「小京都・郡上八幡殺人事件」（1996年10月14日） - 池田和子
  - 探偵 左文字進3「空巣と殺人」（2001年5月14日） - 高木玲子
  - 駅前タクシー湯けむり事件案内3（2005年8月8日） - 神崎恵美
  - 刑事シュート しゅうと&ムコの事件日誌 - 沢村松子
    - 刑事シュート1 しゅうと&ムコの事件日誌（2008年10月20日）
    - 刑事シュート2 しゅうと&ムコの事件日誌（2010年3月15日）

  - 税務調査官・窓際太郎の事件簿21（2010年11月1日） - 石塚栄子
  - 伝説の監察医 オニグマの事件簿 - 熊井美代子（写真出演）
    - 伝説の監察医 オニグマの事件簿1（2012年3月5日）
    - 伝説の監察医 オニグマの事件簿2（2015年6月1日）

  - 新・示談交渉人 裏ファイル3（2014年4月21日） - 秋山弓子
- ベトナム難民少女（1992年、テレビ朝日） - 高校教師 西川 【水島総・ドラマ選】ベトナム難民少女（1992年）[桜H27/6/2]【水島総・ドラマ選】ベトナム難民少女（1992年）[桜H27/6/2]
- 八百八町夢日記 第2シリーズ 第16話「女賊さんげ」（1992年、日本テレビ） - おこん
- いちご白書（1993年、テレビ朝日） - 間宮淑子
- 半七捕物帳 第16話「悲しみの色の女」（1993年、日本テレビ） - おはん
- 月曜・女のサスペンス「血塗られた閨閥殺人事件」（1993年、テレビ東京）
- 闇を斬る!大江戸犯科帳（1993年、日本テレビ） - 辰己芸者・桃太郎
- 鬼平犯科帳 第4シリーズ 第14話「女密偵・女賊」（1993年、フジテレビ） - お糸
- 女検事の捜査ファイル 第8話「写真トリックの罠! 疑惑の長崎推理旅行」（1993年、テレビ朝日） ‐ 島崎綾子
- 名奉行 遠山の金さん（テレビ朝日）
  - 第5シリーズ 第5話「嫁と舅とお目付桜」（1993年） - お美津
  - 第6シリーズ 第20話「夫の情死を探る妻」（1994年） - お梶
- HOTEL（TBS）
  - 第2シリーズ 第5話「カラオケ音楽研究会」（1994年）
  - 第3シリーズ 第6話「恋の数−1=失恋」（1994年）
  - 第4シリーズ（1995年）
  - 第5シリーズ 第11話「ホテルマンの復讐! 金と地位を差し上げます」（1998年）
- 宝引の辰捕者帳 第3話「雛の宵宮」（1995年、NHK総合）
- 金曜ドラマ ジューン・ブライド（1995年、TBS） - 増井小百合
- 水戸黄門外伝 かげろう忍法帖 第1話（1995年、TBS） - お尚の方
- ひらり又四郎危機一髪！（1995年、NTV） - 東国屋お蝶
- KIRARA（1996年、ANB）
- 新幹線'97恋物語 第1話（1997年、TBS）
- 心療内科医・涼子（1997年、読売テレビ） - 館林千里
- はぐれ刑事純情派（テレビ朝日）
  - 第11シリーズ 第20話「家庭内別居！幸せを吹聴する女」（1998年）
  - 第12シリーズ 第12話「襲われた夫は強盗犯!? 捜査を邪魔した女」（1999年） - 山岸佐和子
  - 第13シリーズ 第22話「笑う死体!? 愛を二度横取りされた女」（2000年） - 野中敦子
  - 第15シリーズ 第20話「ピッキングする女！犬が見た姉妹の秘密」（2002年） - 山本幸子
- ショムニスペシャル（1998年、フジテレビ）
- 髪結い伊三次（1999年、フジテレビ） - お園
- スタイル!（2000年、テレビ朝日）
- 大奥（2003年、フジテレビ） - 勧行院
- 元カレ（2003年、TBS） - 竹中夫人
- 夜桜お染（2003年、フジテレビ） - お時
- TRICK（2003年、テレビ朝日） - 亀山麗香
- 星野仙一物語 〜亡き妻へ贈る言葉（2005年、TBS） - 島野真知子
- 赤い運命（2005年、TBS）
- ブスの瞳に恋してる 第6回「誕生日には涙を…」（2006年5月16日、関西テレビ・フジテレビ）
- 牛に願いを Love&Farm（2007年、関西テレビ・フジテレビ） - 真野紀代 役
- 山おんな壁おんな（2007年、フジテレビ） ‐ 毬谷好美 役
- 愛のうた!（2007年、TBS） - 保科静代 役
- 土曜ワイド劇場（テレビ朝日）
  - 家政婦は見た!
    - 家政婦は見た!6（1988年） - 楠見玲子
    - 家政婦は見た!13（1994年） - 谷口照見

  - 西村京太郎トラベルミステリー
    - 西村京太郎トラベルミステリー20「裏切りの中央本線」（1991年） - 崎田幸子
    - 西村京太郎トラベルミステリー60「秩父SL・3月23日の証言〜大逆転法廷!!」（2013年） - 徳永泰代

  - 千曲川旅情殺人事件（1991年12月28日） - 三宅景子
  - 少女Aの殺人（1996年6月1日） - 新谷ゆきえ
  - 終着駅シリーズ8（1998年） - 柳沢晴子
  - タクシードライバーの推理日誌14（2001年） - 城山満寿美
  - お祭り弁護士・澤田吾朗4（2004年1月24日） - 江崎雪乃
  - 救急救命士・牧田さおり10（2015年5月9日） - 小野寺静
- 菊次郎とさき（2001年、テレビ朝日） - 雨宮邦子
- 金曜エンタテイメント（フジテレビ）
  - 「赤い霊柩車シリーズ3」（1994年） - 角田麻由子
  - 「おだまりコンビシリーズ3」（2000年） - 横井里香
  - 「浅見光彦シリーズ15」（2003年） - 春山瑞枝
- 女と愛とミステリー / 「監察医・篠宮葉月 死体は語る4」（2004年） - 野上昌江
- 火曜サスペンス劇場（日本テレビ）
  - 「小京都ミステリー2」（1990年）‐ 篠田志麻
  - 「転勤判事4」（1998年） - 山中早苗
  - 「警部補 佃次郎13」（2001年） - 杉森こずえ
- チルドレン（2006年5月21日、WOWOW） - 木原志朗の母
- 土曜プレミアム『新・美味しんぼ』（2007年、フジテレビ） - 夏江
- 水曜ミステリー9 / 「刑事吉永誠一 涙の事件簿6」（2007年） - 滝沢涼子
- 金曜プレステージ（フジテレビ）
  - 「ひみつな奥さん」（2006 ‐ 2008年） - 近藤早苗
  - 「赤い霊柩車シリーズ22」（2007年） - 岡田千枝
  - 「外科医 鳩村周五郎6」（2009年） - 北山美奈代
- 東海テレビ制作昼の帯ドラマ（東海テレビ）
  - 夏の秘密（2009年） - 瀬田みずえ
  - 霧に棲む悪魔（2011年） - 安原浅子
  - 天国の恋（2013年） - 大原鞆音
  - 嵐の涙〜私たちに明日はある〜（2016年） - 石原弘江
- ハンチョウ〜神南署安積班〜（2011年、TBS） - 二宮佐智子（遥の母）
- 王様の家 第3話「王の醜聞」（2011年10月26日、BS朝日） - 杉野充子
- 未解決事件 File.02 実録・オウム真理教（2012年5月26日、NHK総合） - 織枝の母親
- 相棒 season11 第2話「オークション」（2012年10月17日、テレビ朝日） - 坂巻百合子
- 償い（2012年11月 - 12月、NHK BSプレミアム） - 佐千代
- 松本清張没後20年・ドラマスペシャル 十万分の一の偶然（2012年12月15日、テレビ朝日） - 米津佳世
- ハクバノ王子サマ 純愛適齢期（2013年10月 - 12月、読売テレビ） - 原久枝
- HERO 第7話（2014年8月25日、フジテレビ） - 綾野美子
- DOCTORS3 最強の名医（テレビ朝日） - 淵森波子
  - 第7話「最大の誤算!! 50億のかかった緊急オペ!!」（2015年2月19日）
  - 第8話「最後の大逆転!! 心停止!? 50万分の1の病」（2015年2月26日）
  - 最終話「運命の最終オペ!! 超最難関!! 患者3人の同時リレー移植開始」（2015年3月5日）
- 五つ星ツーリスト〜最高の旅、ご案内します!!〜 第11話（2015年3月19日、読売テレビ） - 谷本茂子
- 三匹のおっさん2〜正義の味方、ふたたび!!〜 第1話（2015年4月24日、テレビ東京） - 医師
- 探偵の探偵（2015年、フジテレビ） - 窪塚仁美（悠馬の母）
- はぶらし/女友だち（2016年1月 - 2月、NHK BSプレミアム） - 真壁鏡子
- ドラマスペシャル 瀬戸内少年野球団（2016年9月17日、テレビ朝日） - 足柄はる
- トクチョウの女〜国税局特別調査部〜（2017年3月4日、フジテレビ） - 宝生沙織
- 警視庁・捜査一課長 season2 第5話（2017年5月18日、テレビ朝日） - 須藤朝子
- 潔癖クンの殺人ファイル3（2017年6月23日、フジテレビ） - 藤村八千代
- 遺留捜査（2017年、テレビ朝日） - 石井望美
- 赤ひげ 最終回「妊婦の覚悟」（2017年12月22日、NHK BSプレミアム） - 美代
- 盤上のアルファ（2019年、NHK BSプレミアム） ‐ 千田加代子
- 初めて恋をした日に読む話（2019年、TBS） ‐ 八雲真奈美
- 刑事7人 SEASON5（テレビ朝日） - 加賀美枝子 役
  - 第1話「再集結!! 最強チームが挑む謎…7日連続殺人事件からの挑戦状」（2019年7月10日）
  - 第2話「7日間の連続殺人に隠された秘密―"忘れられし冤罪事件"」（2019年7月17日）
- それぞれの断崖（2019年） - 金山徹子
- 記憶捜査〜新宿東署事件ファイル〜 SP（2020年、テレビ東京） - 久住恵子
- ドラマスペシャル 黒革の手帖〜拐帯行〜（2021年1月7日、テレビ朝日） - 佐藤逸美
- 監察医 朝顔 第2シリーズ 第15話・最終話（2021年2月22日・3月22日、フジテレビ） - 桑原静子
- イチケイのカラス 第7話（2021年5月17日、フジテレビ）- 飯田加奈子
- ペットドクター花咲万太郎の事件カルテ（2022年3月26日、BS-TBS） - 森本登美子
- 花嫁未満エスケープ（2022年6月17日、テレビ東京）
- 我らがパラダイス（2023年1月8日 - 3月12日 、NHK BSプレミアム・BS4K） - 倉田愛子 役[7]
- アイのない恋人たち（2024年、朝日放送） - 近藤京子
- 魔物 第3話（2025年5月2日、テレビ朝日） - 華陣芙美 役

### アニメ
- まんがはじめて物語（第20回より、1978年 - 1984年、TBS） - 2代目お姉さん
  - オープニングテーマソング（「?（ハテナ）謎なぞアイランド」）も歌っている。

### ラジオドラマ
- 流星倶楽部（ABCラジオ）

### その他の番組
- 歌だ!飛び出せ2万キロ（CX） - レポーター[2]
- クイズグランプリ（CX） - アシスタント
- 夢の扉 〜NEXT DOOR〜（TBS） - ナビゲーター役
- 知りたがり!（CX）
- クイズ!脳ベルSHOW

その他出演あり

### 舞台
- かっこうワルツ〜紅風子 風速四十米の愛と冒険〜
- イタズラなKiss〜卒業編（入江紀子役）
- アプローズ（イヴ役）
- エルリック・コスモスの239時間（エルコス役）
- コーラスライン（マギー、ディアナ役）
- この命誰のもの（女医役）
- エビータ（エビータ役）
- オンディーヌ（ベルタ姫役）
- 夢から醒めた夢（マコの母役）
- 35ステップス
- ドリーミング（母の愛役）
- プリマドンナ
- ハムレット
- 東海道四谷怪談（お岩役）
- アニー（2002年度、ハニガン役）
- ひとよ（2011年度、稲村こはる役）
- 音楽劇 蒼穹のファフナー（2012年12月20日〜30日、真壁紅音役）
- 銭形平次～きよしの平次立志篇～（明治座創業140周年記念　氷川きよし特別公演、2013年度）
- aibook プロデュース#00「気がつけば、あした。」（2014年11月26日〜12月2日）
- 火葬(2012年　ラクダ工務店)
- 更地10(2014年　produce unit 大森そして故林)
- ｢あほんだらすけ28th｣（2016年6月～7月）
- ｢あほんだらすけ30th｣（2018年6月）
- 往転（2020年2月、遠藤照実役）
- 野に咲く花なら（2024年1月）[8]
- ナビレラ（2024年5月〜6月、ドクチュルの妻役）[9][10]
- ハリー・ポッターと呪いの子（2025年7月〜2026年1月〈予定〉、マクゴナガル校長役）[11][12]

### 映画
- 難病『再生不良性貧血症』と闘う 君はいま光のなかに（1978年、北川京子役）
- 裏ゴト師（1995年）
- Zの回路 復讐の裏ゴト師（1996年）
- ときめきメモリアル（1997年）
- 必殺! 三味線屋・勇次（1999年）
- MMANN ママーン（2006年）
- CHiLDREN チルドレン（2006年）
- JAZZ爺MEN（2011年）
- サブイボマスク (2016年)

### 吹き替え
- 風の国（ミユ役、演：キム・ヘリ）
- 善徳女王（摩耶役、演：ユン・ユソン）
- 個人の趣向（チャンミ・チノ母役、演：パク・ヘミ）
- BOSCH/ボッシュ（グレイス・ビレッツ役、演：エイミー・アキノ）

### CM
- 日通工 ホームテレフォン（1985年）
- 旭化成 サランラップ（1976年 - 1980年）

## ディスコグラフィ

### シングル
- 「?（ハテナ）謎なぞアイランド」1981年10月発売　ビクターレコード

作詞 - 吉岡治 / 作曲・編曲 - 寺島尚彦
TBSテレビ系「まんがはじめて物語」オープニング主題歌。

### アルバム
- 「愛&I」2016年3月発売
  - あなたとブルース　作詞 - 松本祐子 / 作曲 - MASA / 編曲 - 大場映岳
  - 乾杯しよう！    作詞 - 岡まゆみ / 作曲 - 堀尾和孝 / 編曲 - 大場映岳
  - 朝が来るから　作詞 - 桑原裕子 / 作曲 - 大場映岳 / 編曲 - 大場映岳
  - 道しるべ           作詞 - 岡まゆみ / 作曲 - 秋山桃花 / 編曲 - 大場映岳
  - 唇に三日月を　作詞 - 笹峯愛 / 作曲 - 谷口崇 / 編曲 - 大場映岳